# Carl-Axel Pettersson
Carl-Axel Pettersson   (Mönsterås, 13 d'abril de 1874 - Estocolm, 31 de maig de 1962) va ser un jugador de cúrling suec, que va competir a començaments del segle xx.
El 1924 va prendre part en els Jocs Olímpics de Chamonix, on guanyà la medalla de plata en la competició de cúrling.
Pettersson fou gerent d'una empresa de roba i president de l'associació sueca de la indústria de la confecció. També va ser cònsol general d'Hongria a Suècia i membre del Consell d'Estocolm dels 50 ancians. Va ser guardonat amb l'Orde de l'Estrella Polar, l'Orde de Vasa i l'Orde del Mèrit de la República d'Hongria, entre altres condecoracions.